# مهند الحلبي
مهند شفيق محمد حلبي (المولود 17 نوفمبر 1995) هو فلسطيني ولد في بلدة سردا شمال مدينة رام الله درس الحقوق في جامعة القدس أبو ديس وهو أحد أعضاء الرابطة الإسلامية، الإطار الطلابي لحركة الجهاد الإسلامي قام بتنفيذ عملية طعن في باب الأسباط ببلدة القدس القديمة على أثرها قتل مستوطنين و3 جروح متفاوتة وينظر للعملية على أنها بداية ما يعرف ب«ثورة السكاكين».

## نشأته
ولد مهند حلبي في بلدة سردا شمال رام الله وسكن بلدة البيرة - رام الله وهو الابن الثاني لابيه وامه وكان محبوبا بين عائلته له 4 اخوة. كان طالبا يدرس الحقوق في جامعة القدس أبو ديس وُصف بطفولته انه كان هادئا، متمنيًا بان يذهب إلى يافا والبحر حيث قالت والدته «استشهد مهند وهو نفسه يروح على يافا... نفسه يروح على البحر» قالت والدة الشهيد مهند حلبي وهي تتحدث عنه، ويافا هي مدينته الأصل التي هُجرت عائلته منها في العام 1948، وبقيت حسرة في حلقه كلما نطقها: «كان يضل يحكي عن يافا، يحكي عنها كأنه بيعرفها ويحكيلي أحنا راجعين عليها شو ما صار».

## نقطة التحول
نقطة التحول في شخصية مهند كان باستشهاد ضياء التلاحمة، زميله في الجامعة ورفيقه في الرابطة الإسلامية الذراع الطلابي لحركة الجهاد الإسلامي في جامعة القدس أبو ديس حيث يدرس، كما تقول الوالدة، وأمام كل زملائه بالجامعة هنأ والد ضياء بشهادته قبل أيام من استشهاده وهمس في أذنه بكلمات «سنثأر له إن شاء الله».

## استشهاده
استشهد مهند حلبي في 3 أكتوبر 2015 الشاب مهند حلبي من بلدة سردا يطعن مستوطنًا في باب الأسباط ببلدة القدس القديمة، ثم يستولي على سلاح كان معه ويطلق النار في كل الاتجاهات، ما أدى لإصابة أربعة آخرين، قبل أن تستقر الحصيلة على قتيلين وثلاثة مصابين بجروح متفاوتة. وينظر للعملية على أنها بداية ما يعرف ب«ثورة السكاكين».

## بعد استشهاده
تبنت حركة الجهاد الإسلامي عملية القدس وأصدرت بيانا قالت فيه ان الشهيد مهند الحلبي أحد كواردها.
وأعلنت حركة المقاومة الإسلامية حماس مباركتها لعملية القدس  الأخيرة فيما نقلت وسائل إعلام إسرائيلية عن حكومة بنيامين نتنياهو القول ان الجيش الإسرائيلي قد يقوم بعملية عسكرية كبيرة وواسعة جدا في غضون 72 ساعة.
وعن أهمية عمليه مهند قالت والدته "عملية مهند نقطة تحول في الشارع جعل كل الأنظار تتجه إلى الأقصى والقدس والخطر الذي يتهدده، ونحن نأمل أن تستمر رساله مهند التي أطلقها قبل استشهاده وبعد استشهاده“.
وبعد استشهاده قام العديد من الشباب الفلسطينيين بتنفيذ عمليات مختلفة وسمي بمفجر انتفاضة القدس.
والدة الشهيد مهند حلبي
والدة الشهيد مهند الحلبي ترزق بطفل وتسميه مهند 13 أكتوبر 2019 تيمناً بأخيه الشهيد.